# Virrat (Finlandia)
Virrat es un municipio de Finlandia, enclavado en la región de Pirkanmaa. En 2017 su población era de 6.879 habitantes. La superficie del término municipal es de 1.299,07 km², de los cuales 136,73 km² son de ríos y lagos. El municipio tiene una densidad de población de 5,92 hab./km².
Municipios Vecinos: Alavus, Keuruu, Kihniö, Mänttä-Vilppula, Ruovesi, Seinäjoki, Ylöjärvi y Ähtäri.